# Yan (district)
Yan is een district in de Maleisische deelstaat Kedah.
Het district telt 68.000 inwoners op een oppervlakte van 240 km².